# Vladimir Dorochov
Vladimir Vjačeslavovič Dorochov (in russo Владимир Вячеславович Дорохов?; Sukhumi, 18 febbraio 1954 – Mosca, 18 dicembre 2024) è stato un pallavolista e allenatore di pallavolo sovietico, dal 1991 russo.

## Carriera

### Giocatore
La carriera di Vladimir Dorochov iniziò tra le file del Burevestnik Tbilisi.
Nella stagione 1972 entrò nella squadra dell'esercito, lo CSKA Mosca, con cui vinse un campionato sovietico e una coppa dei campioni. Nel 1974 passò all'Avtomobilist, squadra in cui restò fino al ritiro, avvenuto nel 1986, e dove vinse una coppa dell'Unione Sovietica e due coppe delle coppe.
Con la nazionale sovietica vinse un oro e un argento alle Olimpiadi, due campionati Mondiali, due coppe del mondo e quattro Campionati Europei.

### Allenatore
Iniziò la carriera di allenatore in Finlandia, dove allenò il Rantaperkiön Isku e dove vinse un campionato finlandese. In seguito allenò il Raision Loimu per una stagione.

## Palmarès

### Giocatore

#### Club
- Campionato sovietico: 1

1974
- Coppa dell'Unione Sovietica: 1

1983
- Coppa dei Campioni: 1

1973-74
- Coppa delle Coppe: 2

1981-1982, 1982-1983

#### Nazionale (competizioni minori)
- Campionato europeo under 20 1973
- Spartachiadi dei Popoli dell'Unione Sovietica 1975

### Allenatore
- Campionato finlandese: 1

1987-88

### Premi individuali
- 1975 - Campionato sovietico: Incluso tra i 24 migliori pallavolisti dell'URSS
- 1976 - Campionato sovietico: Incluso tra i 24 migliori pallavolisti dell'URSS
- 1977 - Campionato sovietico: Incluso tra i 24 migliori pallavolisti dell'URSS
- 1978 - Campionato sovietico: Incluso tra i 24 migliori pallavolisti dell'URSS
- 1979 - Campionato sovietico: Incluso tra i 24 migliori pallavolisti dell'URSS
- 1980 - Campionato sovietico: Incluso tra i 24 migliori pallavolisti dell'URSS
- 1981 - Campionato sovietico: Incluso tra i 24 migliori pallavolisti dell'URSS
- 1982 - Campionato sovietico: Incluso tra i 24 migliori pallavolisti dell'URSS